# Ареопаг Восточной Континентальной Греции
Ареопаг Восточной континентальной Греции (греч: Άρειος Πάγος της Ανατολικής Χέρσου Ελλάδας) — временное правительство, которое существовало в течение короткого периода времени в период Греческой революции  с 1821 по 1825 года в Центральной Греции.

## Предыстория
На первых этапах греческой революции против Османской империи не существовало общей власти над повстанцами. Каждый регион отдельно избирал свои собственные собрания и пытался создать администрацию для координации борьбы. Одно из первых таких образований было создано в восточной континентальной Греции ("Румелия").

## История
Восстание началось в марте и закрепилось захватом столицы провинции Амфиса 27 марта 1821 года. Османский гарнизон продержался в цитадели до 10 апреля, когда её взяли греки. В то же время греки потерпели поражение в битве при Аламане против армии Омер-паша Вриони, что привело к гибели Атанасиоса Дьякоса. Но османское наступление было остановлено в битве при Гравьи под предводительством Одиссея Андруцоса, который впоследствии был назначен главнокомандующим Восточной Грецией. Вриони повернул к Беотии и разграбил Ливадию, ожидая подкрепления, прежде чем двинуться в направлении Мореи. Однако эти силы, насчитывавшие 8000 человек под командованием Бехрам-паши, были встречены и разгромлены в сражении при Василике 26 августа. Это поражение вынудило Вриони тоже отступить, обезопасив как Восточную Грецию, так и Морею.

## Администрация Восточной Греции
Поражение Вриони проложило путь к политической организации освобождённых территорий. 15-20 ноября 1821 года в Салоне состоялся совет, в котором приняли участие основные местные знатные люди и военные начальники. Под руководством Теодороса Негриса, они написали прото-конституцию для региона, под названием "Правовая структура Восточной Греции" (Νομική Διάταξις της Ανατολικής Χέρσου Ελλάδος), и учредили Правительствующий совет, Ареопаг, состоявший из 70 видных деятелей восточной континентальной Греции, а также областей Фессалия и Македония, где греческие восстания вскоре должны были быть подавлены.
Официально Ареопаг был заменён центральной временной администрацией, созданной в январе 1822 года после Первого национального собрания, но совет продолжал своё существование и пользовался значительной властью, хотя и распоряжался от имени национального правительства.